# Keverslakken
Keverslakken of chitons (Polyplacophora) zijn een klasse van weekdieren met een ovaalvormig, afgeplat lichaam. Keverslakken hebben een stevige schelp die uit acht schelpdelen bestaat. Hieromheen ligt een mantelzoom waarop bij veel soorten schubben of stekels voorkomen. Keverslakken leven in kustgebieden, waar ze algen van de bodem schrapen met hun rasptong (radula). Keverslakken worden beschouwd als een van de meest primitieve groepen weekdieren die nog niet zijn uitgestorven.
Keverslakken worden vertegenwoordigd door ruim 900 soorten en vele uitgestorven soorten die als fossiel bekend zijn. In de Waddenzee komt slechts één soort voor, de asgrauwe keverslak. Langs de Noordzeekust zijn nog een aantal andere soorten aan te treffen, die zich vaak vastzetten op drijvend materiaal.

## Kenmerken
De omtrek van het lichaam is min of meer ovaal. Keverslakken hebben een rugschelp van acht beperkt beweegbare, in elkaar grijpende schelpstukjes of platen, die bij elkaar gehouden worden door een zoom, gordel of mantelrok (perinotum). Deze mantelrand heeft dikwijls een korrelige structuur en is vaak voorzien van stekels. De bewapening van het perinotum is een belangrijk kenmerk: het kan bestaan uit schubjes, stekeltjes of andere opvallend gebouwde organen, waarvan de functie nog onvoldoende bekend is. Vermoedelijk dienen zij in sommige gevallen als tastorganen.

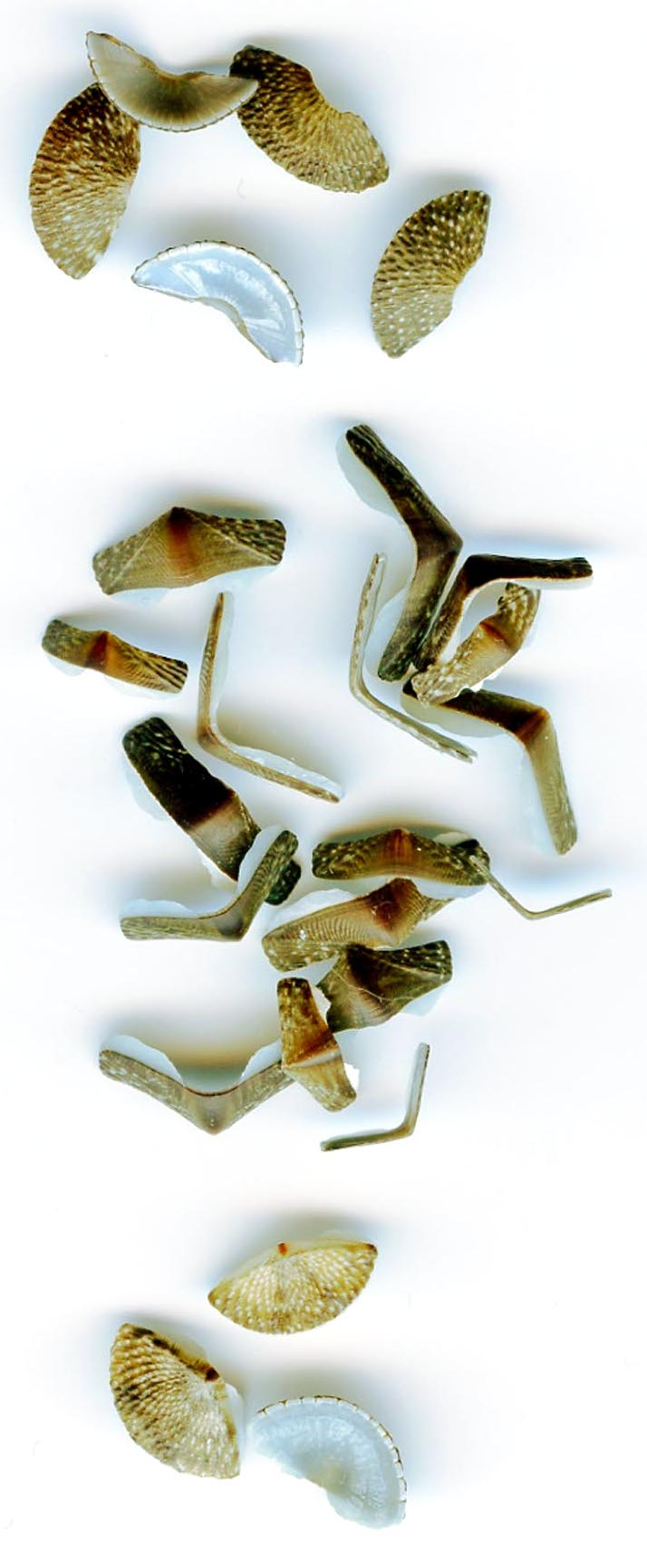
Losse plaatjes van Chiton tuberculatus, aangespoeld op het strand.
Bovenaan ziet men kopplaatjes, in het midden tussenplaatjes en onderaan staartplaatjes.

De benaming Polyplacaphora komt van het Grieks: poly = veel en placophora = platendragend. De platen worden van voor naar achteren geteld (1 - 8). De eerste is de kopplaat, daarna volgen zes tussenplaten en achteraan bevindt zich de staartplaat. Elke plaat is uit twee lagen opgebouwd: een buitenste laag (tegmentum) en een binnenste (articulamentum). Op het voorste schelpstukje na, kan men op elk plaatje deze twee lagen duidelijk onderscheiden omdat het articulamentum met twee lipvormige uitsteeksels (de apofysen) onder het tegmentum uitsteekt. Deze apofysen grijpen onder de daarvoor aansluitende schelpplaat. De apofysen worden in het midden doorgaans gescheiden door een min of meer diepe bocht, de sinus. Verder hebben de plaatjes vaak ook ingesneden insertieplaten aan de zijkanten, die de schelp in de dikke gordel langs de rand van het dier vastzetten. Het aantal insnijdingen (incisuren) van de insertieplaten is een belangrijk kenmerk.

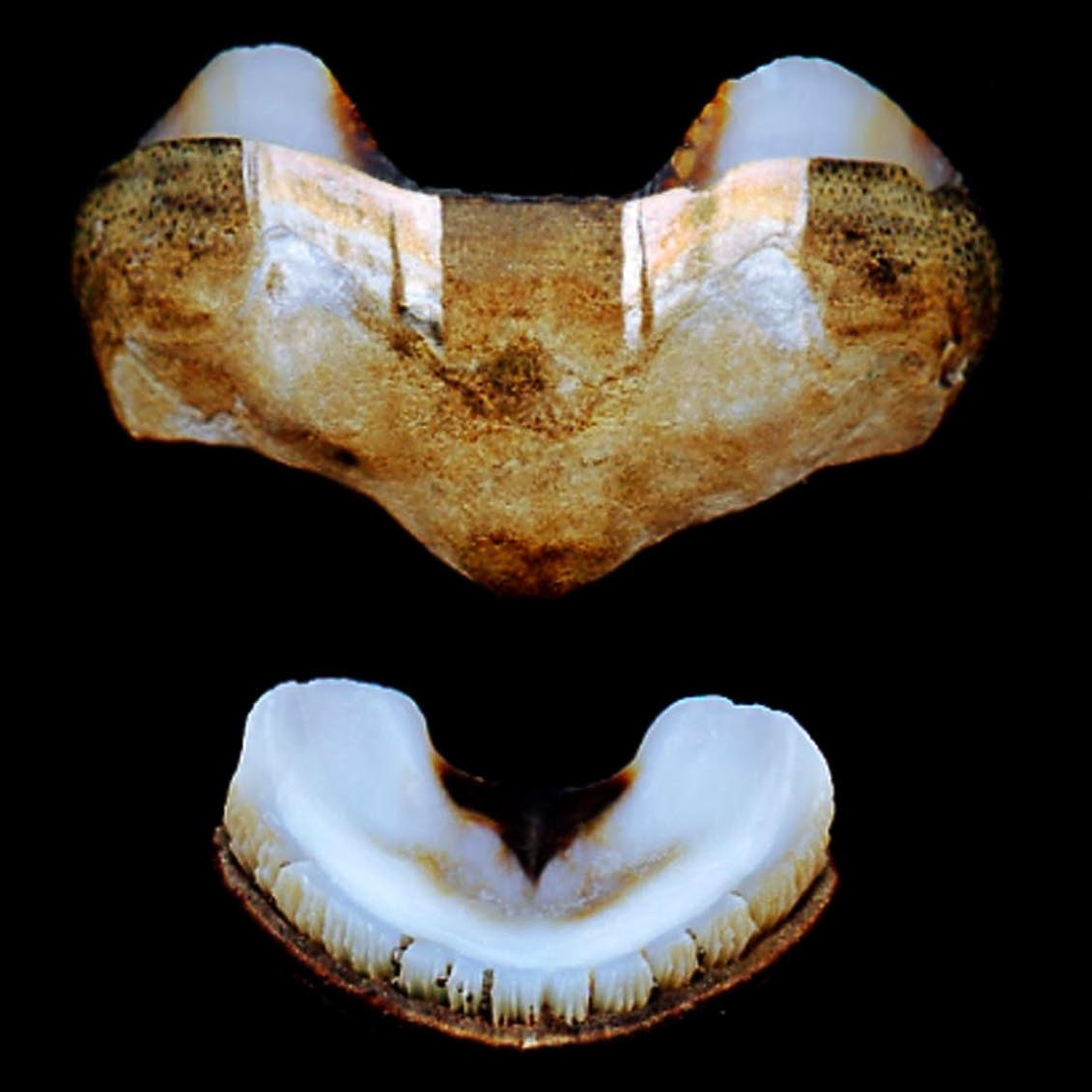
Tussenplaat (bovenaan) en staartplaat (onderaan) van Acanthopleura granulata
Op de tussenplaat ziet men bovenaan de apofysen met de sinus tussenin
Op de staartplaat bemerkt men het tegmentum en het articulamentum (witte kleur)

De tussenplaatjes zijn meestal door diagonalen in drie velden verdeeld: een centraal veld in de vorm van een lage, gelijkzijdige driehoek en twee laterale- of zijvelden. In de meeste gevallen zijn de zijvelden anders gesculpteerd dan het middenveld. De tussenplaten hebben ook een top (umbo) die in het midden van de achterrand ligt. De umbo kan gebekt of ongebekt zijn. In sommige gevallen, zoals bij Acanthochiton, kan het centrale veld nog eens onderverdeeld worden in het rugveld of jugum en langs weerszijden daarvan de pleurale velden, waarbij de sculptuur van het jugum afwijkt van de rest van het centrale veld.
Bij de staartplaat ligt de top meestal niet op de achterrand maar tussen de voor- en achterrand. Om het onderscheid te maken duidt men deze top dan ook aan met mucro. De plaats van de mucro is een belangrijk kenmerk, evenals de lijn die de mucro met het midden van de achterrand verbindt. Deze kan recht, hol of bol zijn. Van de mucro uit lopen meestal twee diagonalen naar de voorste hoekpunten van de plaat, die met de voorrand een veld insluiten, dat vrijwel overeenkomt met het centrale veld van de tussenplaten. Dit veld is het ante-mucrale veld, in tegenstelling tot de rest van de staartplaat, het post-mucrale veld.
Aan weerszijden van het dier bevindt zich een smalle mantelgroeve met gepaarde rijen kleine kieuwen.
De afmetingen variëren per soort van 4 mm tot meer dan 300 mm. Cryptochiton stelleri Middendorff, 1847, die van Japan via Alaska tot Californië voorkomt, wordt beschouwd als de grootste keverslak. De meesten zijn echter veel kleiner.
De vormen en kleuren verschillen enigszins, zo zijn de schelpdelen van veel soorten glad, maar ook ruwe en behaarde exemplaren komen voor. Vooral tropische soorten zijn soms prachtig gekleurd en gewild in aquaria.

## Anatomie
Keverslakken zijn geen gelede dieren. De dieren hebben aan de buikzijde een voet met brede kruipzool. De dieren beschikken over 16 paar dorsoventrale spieren waarmee ze zich stevig op het substraat kunnen vastzetten en kunnen voorkomen dat ze in de getijdenzone uitdrogen.
Het spijsverteringsstelsel bestaat uit een mondopening, een maag, een darm en een anus. Kieuwen, osphradiën en de uitscheidingsopeningen van respectievelijk nieren en geslachtsorganen komen uit binnen de mantelplooi. Het mondvlak is duidelijk van de voet gescheiden. Achteraan het lichaam is de anus gelegen.
Soms heeft het dier een speekselklier. De kieuwen vertonen een lamelstructuur waardoor het oppervlak vergroot wordt voor de uitwisseling van gassen. De radula heeft 17 kleine tandjes van chitine per dwarsrij en vertoont bij de gehele groep een grote uniformiteit.
Keverslakken hebben geen ogen in de traditionele zin. Sommige soorten bezitten zintuigorganen (aestheten), die in kanaaltjes in de schelp liggen; de aestheten zijn meestal tastorgaantjes, maar vaak zijn zij ook lichtgevoelig. De lens is hierbij van aragoniet.

## Habitat
Chitons leven met hun brede, gespierde voet vastgeklampt aan harde substraten en komen het meest frequent voor in ondiepe kustwateren. Als de dieren van de ondergrond worden losgeslagen, rollen zij zich, dankzij de gedeelde schelp, tot een bal op.
Deze weekdieren leven van de rotsen op het strand tot 4000 meter diepte. Het merendeel van de keverslakken leeft in de brandingszone.

## Voedsel
Ze leven van kleine algen, bacteriën en ander materiaal dat van de rotsen wordt afgeschraapt met hun rasptong of radula. Mogelijk eten ze ook sessiele dieren zoals mosdiertjes. Bij het begin van de schemering gaan ze op zoek naar voedsel, waarbij ze zich zeer langzaam voortbewegen.

## Areaal
Wereldwijd zijn ongeveer 800 à 1000 soorten keverslakken bekend. De meeste soorten leven in de westelijke Grote Oceaan en aan de westkust van Midden-Amerika. In het Caraïbisch gebied komen minder soorten voor en in de Europese zeeën zijn slechts ongeveer 40 soorten vermeld (voornamelijk in de Middellandse Zee). In het Waddengebied en Zeeland komt Lepidochitona cinerea (Linnaeus, 1767) (Asgrauwe keverslak) vrij algemeen voor. De gewone pissebedkeverslak Leptochiton asellus (Gmelin, 1791) komt autochtoon voor langs de zuidoostelijke Noordzeekust. Andere soorten zoals Acanthochitona crinita (Pennant, 1777) (Kleine borstelkeverslak) worden aan de Noordzeekust soms gevonden op drijvende voorwerpen die aanspoelen.

## Taxonomie
Keverslakken danken hun naam aan de ronde lichaamsvorm en het verharde, bolvormige geheel van kalkplaten, wat enigszins aan kevers doet denken. Veel soorten hebben duidelijk te onderscheiden platen waardoor ze meer op pissebedden lijken. Keverslakken zijn weekdieren die een eigen groep vormen, ze behoren dus ondanks de naam niet tot de slakken. Wel hebben ze gemeen met slakken dat het lichaam bestaat uit een duidelijke boven- en onderzijde -in tegenstelling tot de tweekleppigen- en het feit dat de onderzijde bestaat uit een brede voet die zorgt voor de voortbeweging.
- Klasse Polyplacophora de Blainville, 1816
  - Onderklasse Paleoloricata ( †) Bergenhayn, 1955
  - Onderklasse Neoloricata Bergenhayn, 1955

## Literatuur

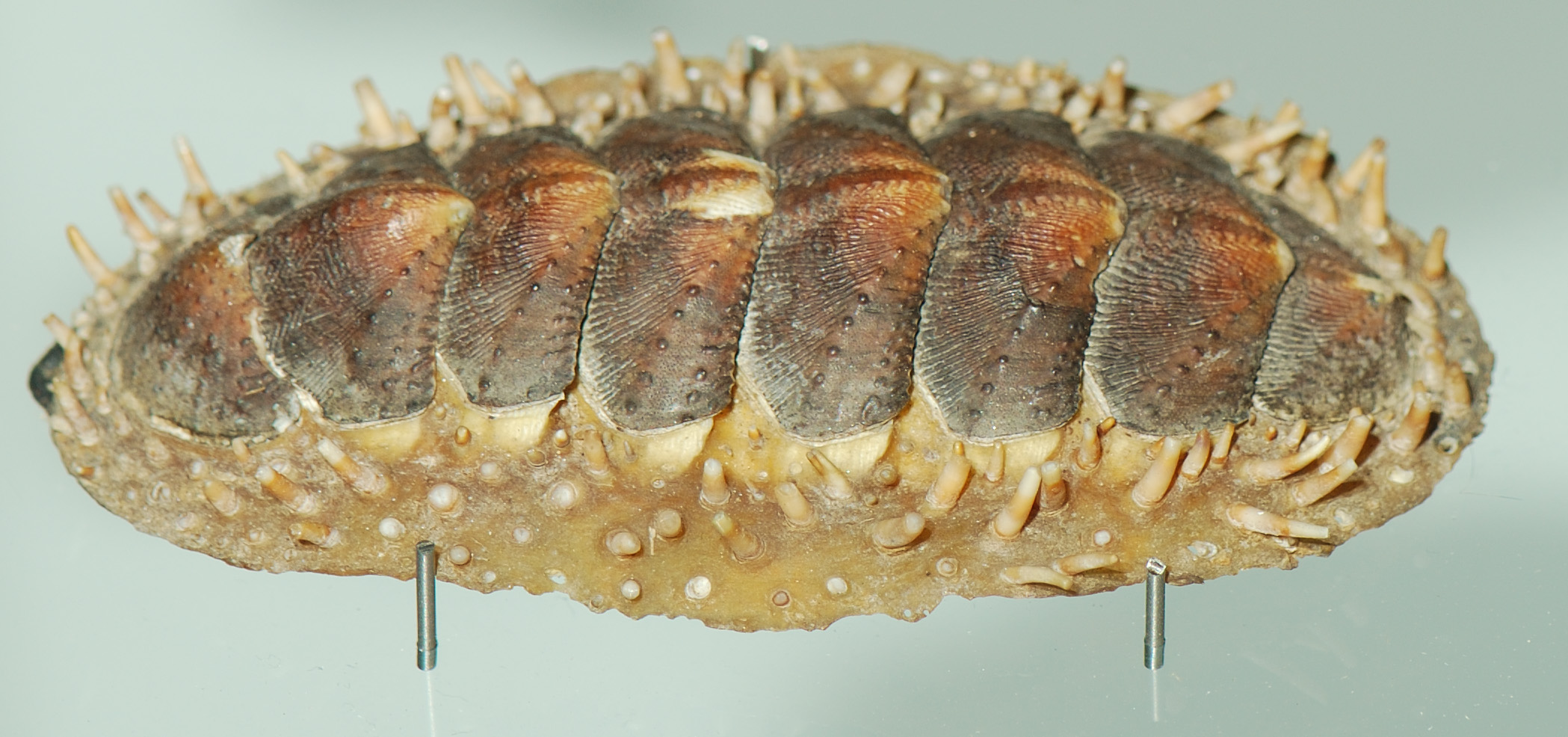
Acanthopleura spinosa
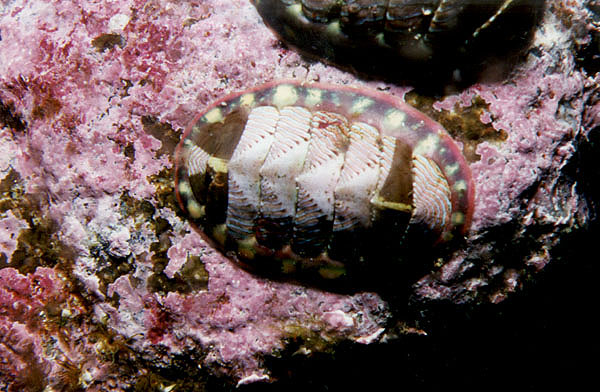
Tonicella lineata
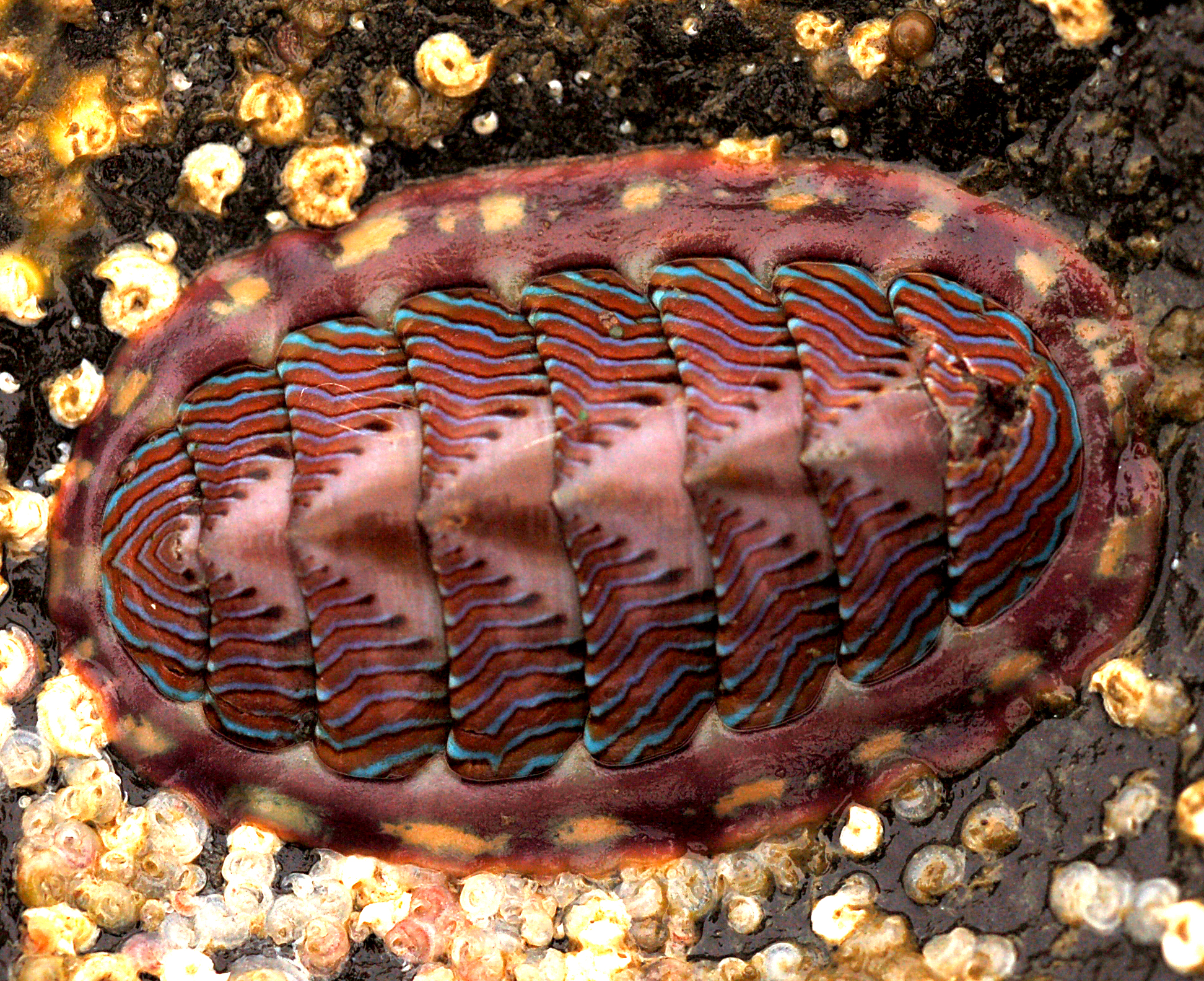
Tonicella lineata
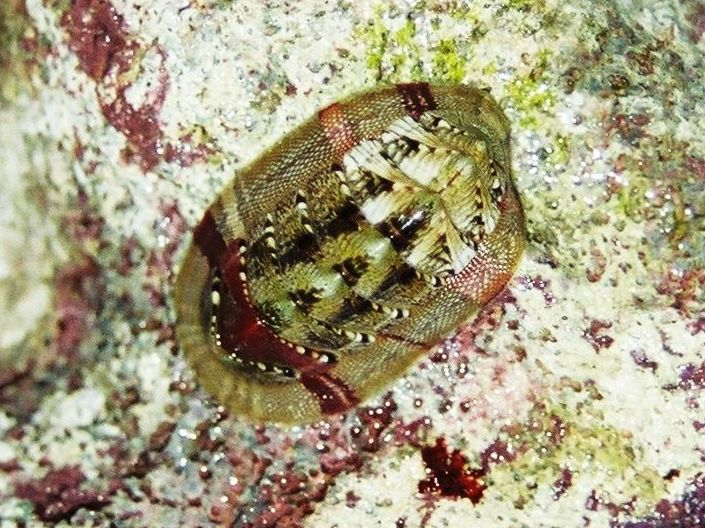
Chiton sp
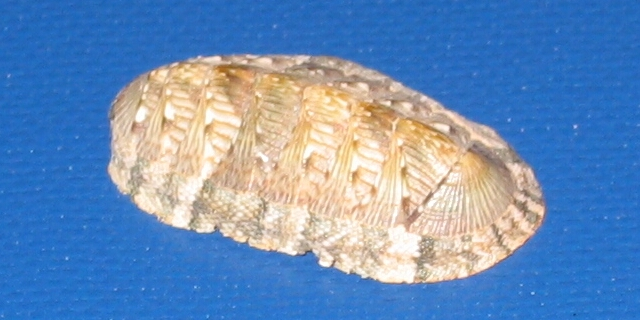
Chiton sp
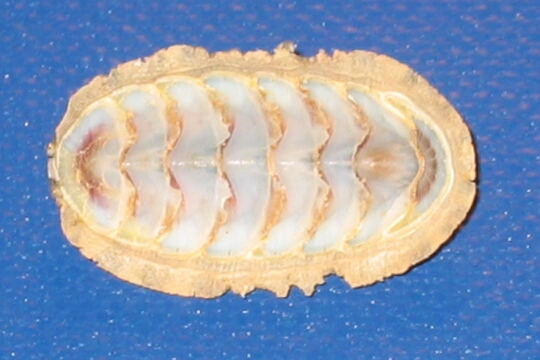
Chiton onderzijde
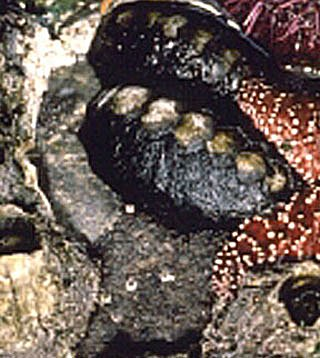
Chiton sp